# Plakobranchidae
Famille
Synonymes
- voir paragraphe #Synonymes

Les Plakobranchidae sont une famille mollusques gastéropodes marins ou d'eau saumâtre et de limaces de mer de l'ordre des sacoglosses.

## Description et caractéristiques
Les Plakobranchidae sont dépourvus de coquille. Leur corps est généralement mince et allongé, avec des extensions latérales très vascularisées appelées « parapodes », souvent repliées vers l'intérieur, avec des bords plus ou moins sinueux.

## Synonymes
- Placobranchidae Gray, 1840
- Actaeonidae Allman, 1845
- Elysiidae Forbes & Hanley, 1851

## Liste des genres
Selon World Register of Marine Species (8 décembre 2024) :
- Bosellia Trinchese, 1891 -- 5 espèces
- Elysia Risso, 1818 -- 93 espèces
- Plakobranchus van Hasselt, 1824 -- 2 espèces
- Thuridilla Bergh, 1872 -- 23 espèces

## Galerie

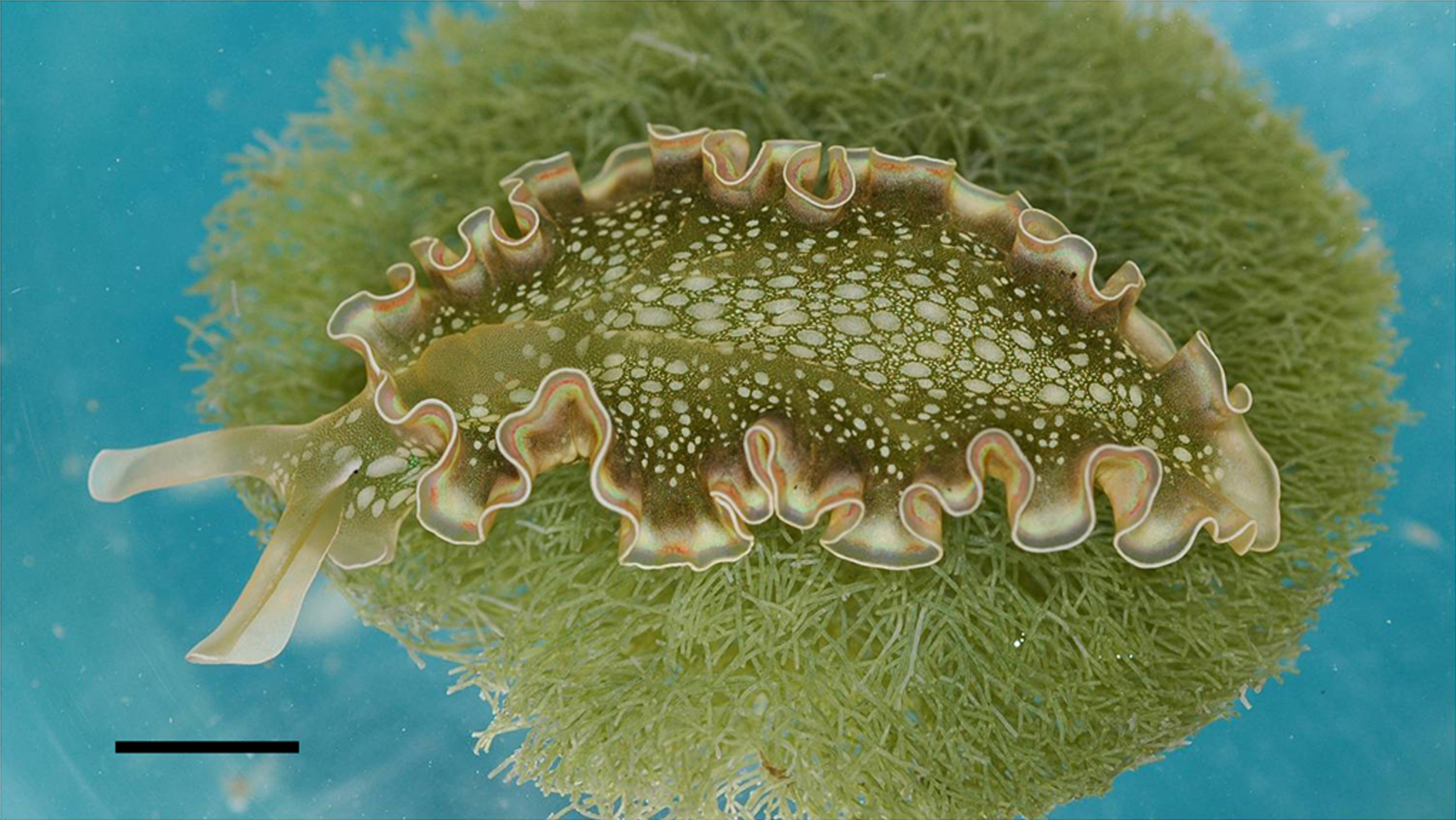
Elysia clarki
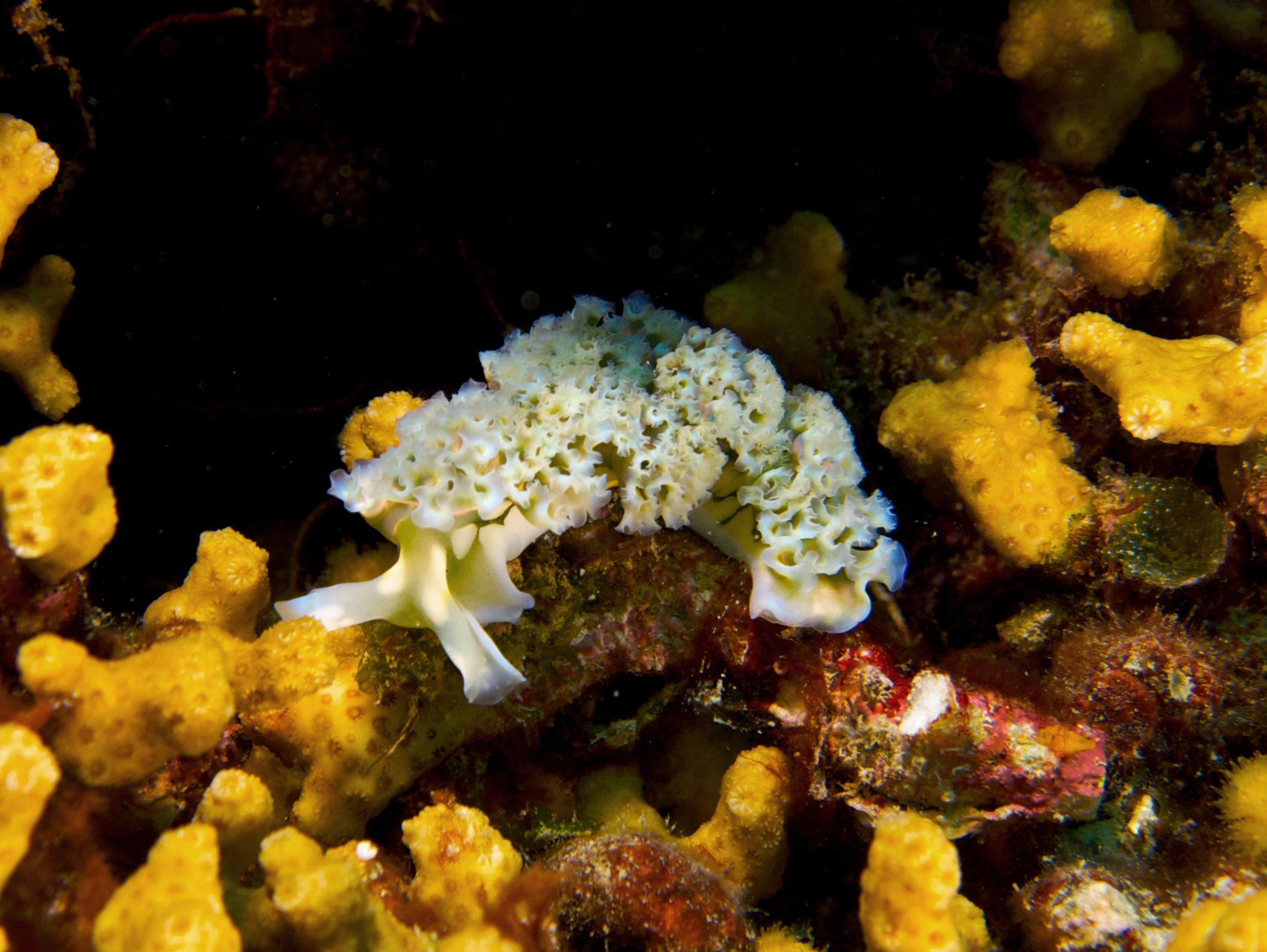
Elysia crispata
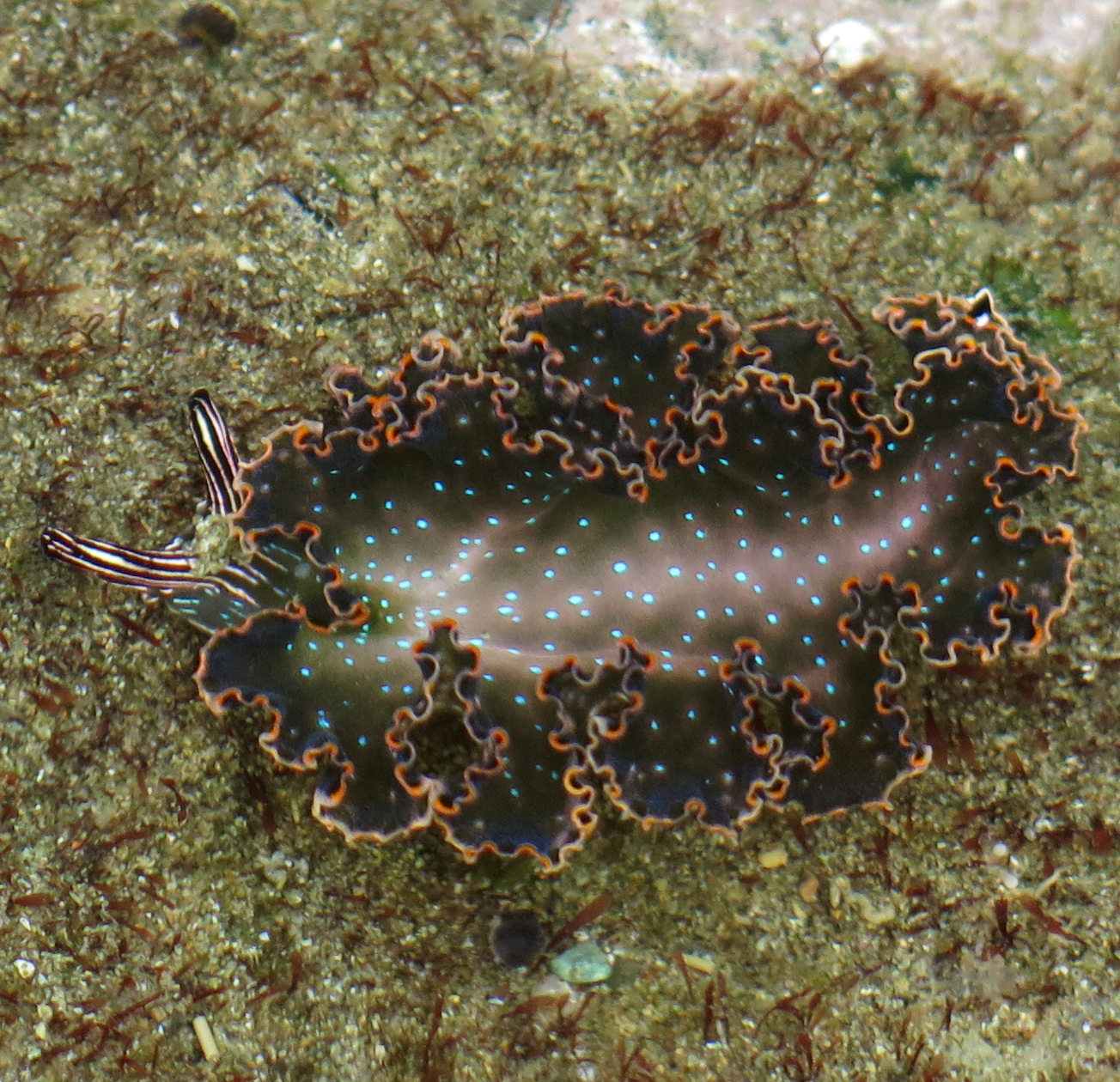
Elysia diomedea
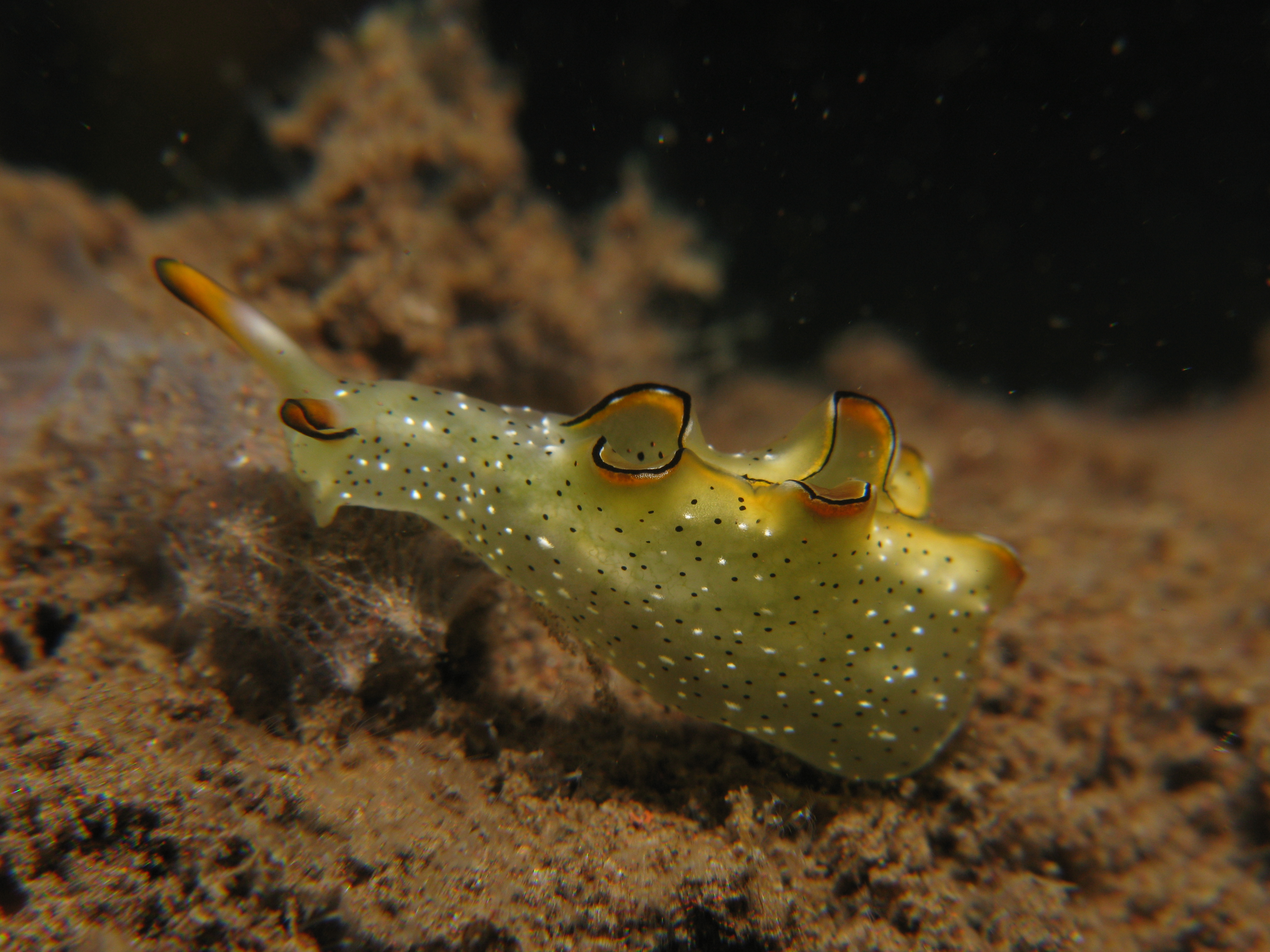
Elysia ornata
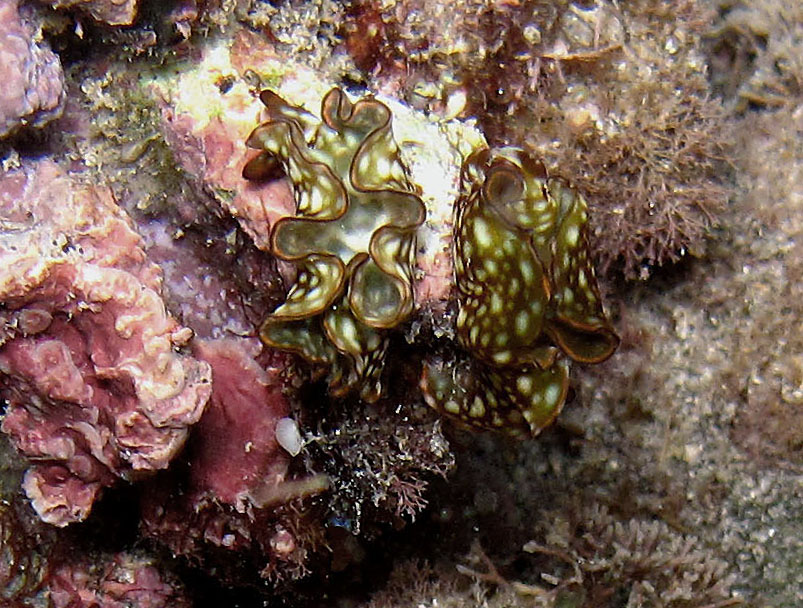
Elysia rufescens
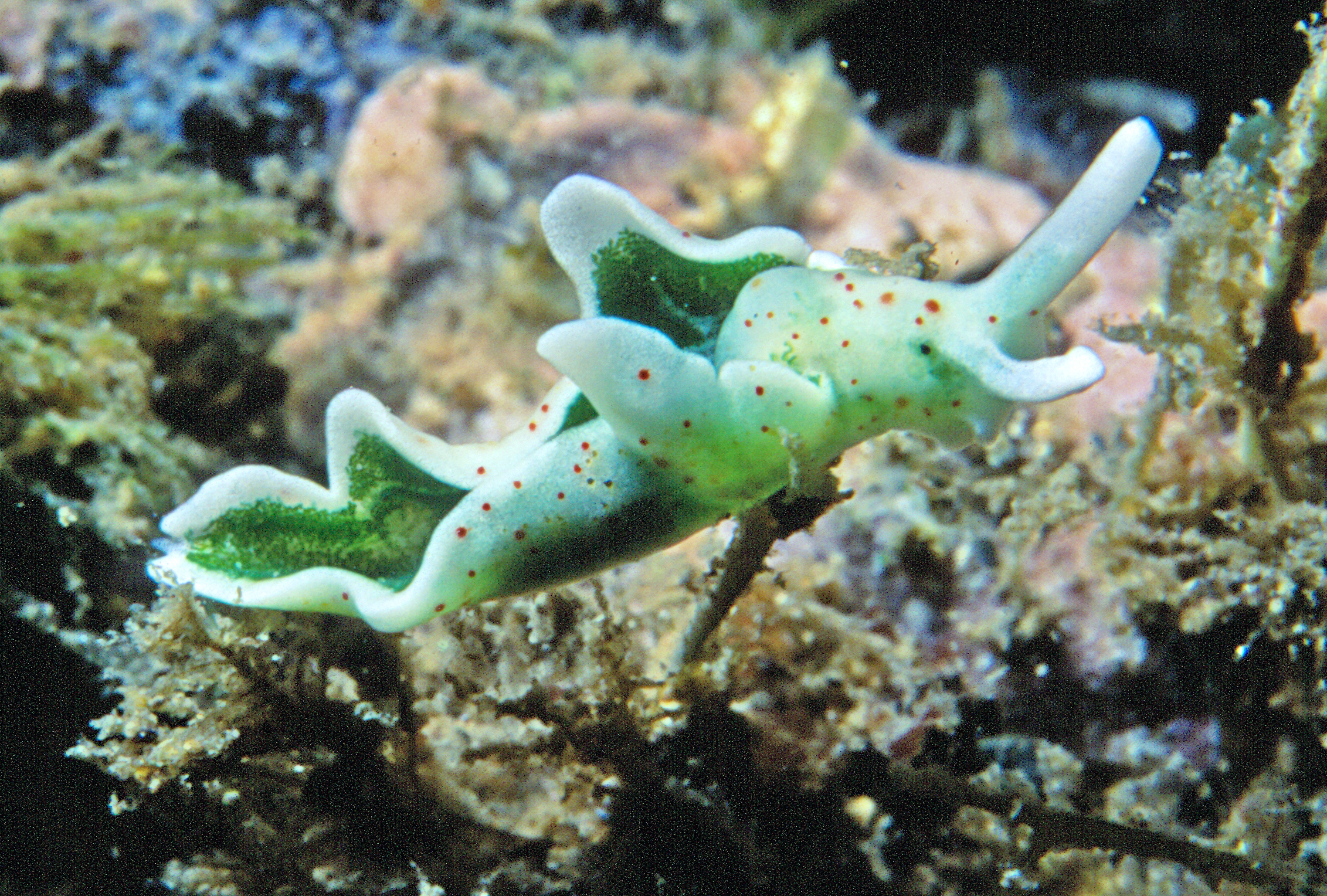
Elysia timida
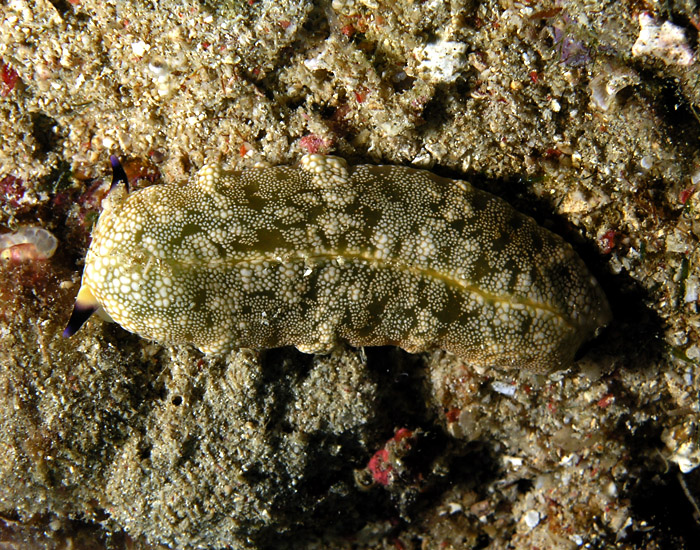
Plakobranchus ocellatus
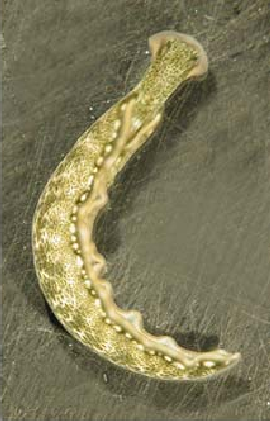
Thuridilla carlsoni
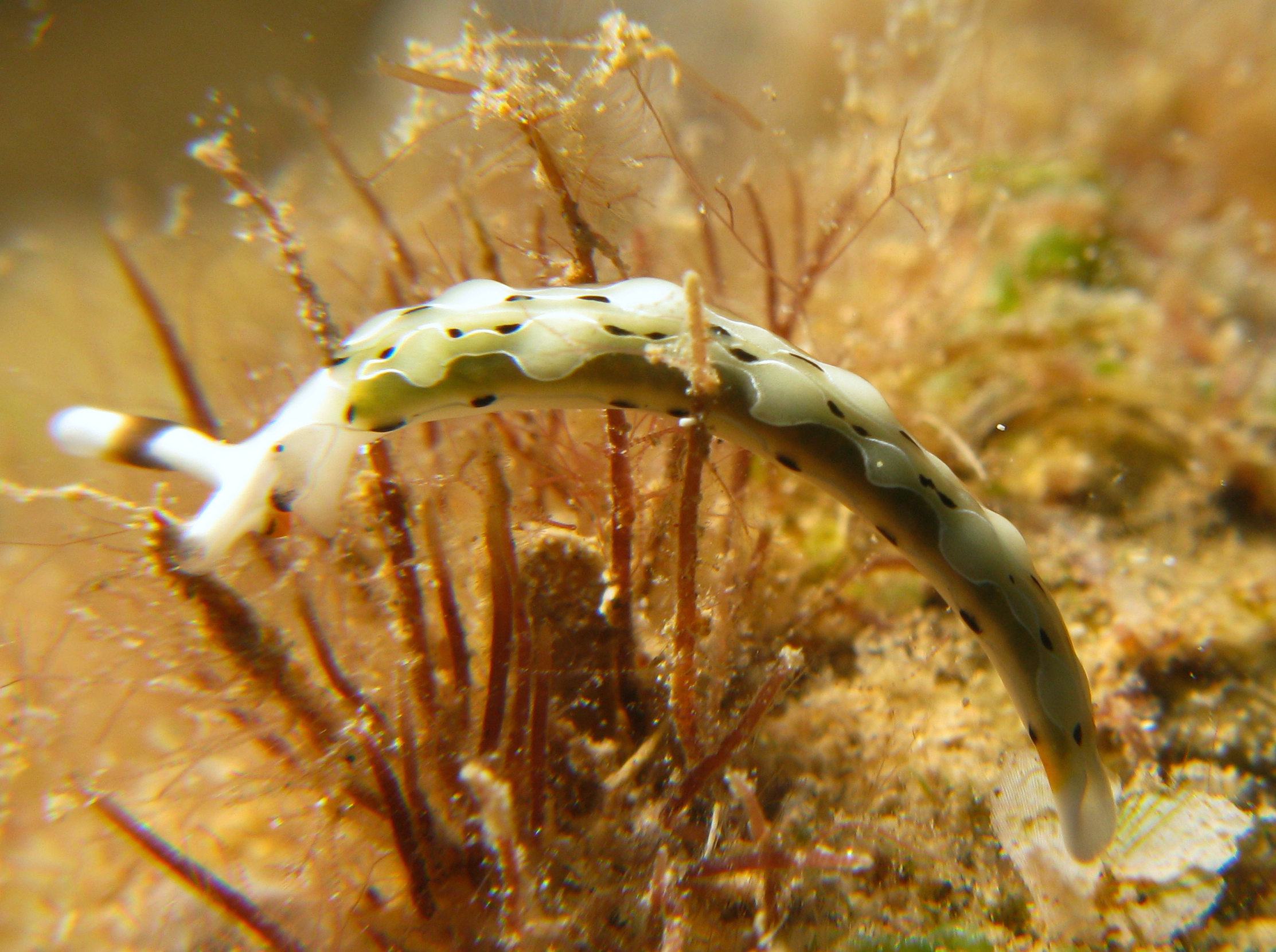
Thuridilla decorata
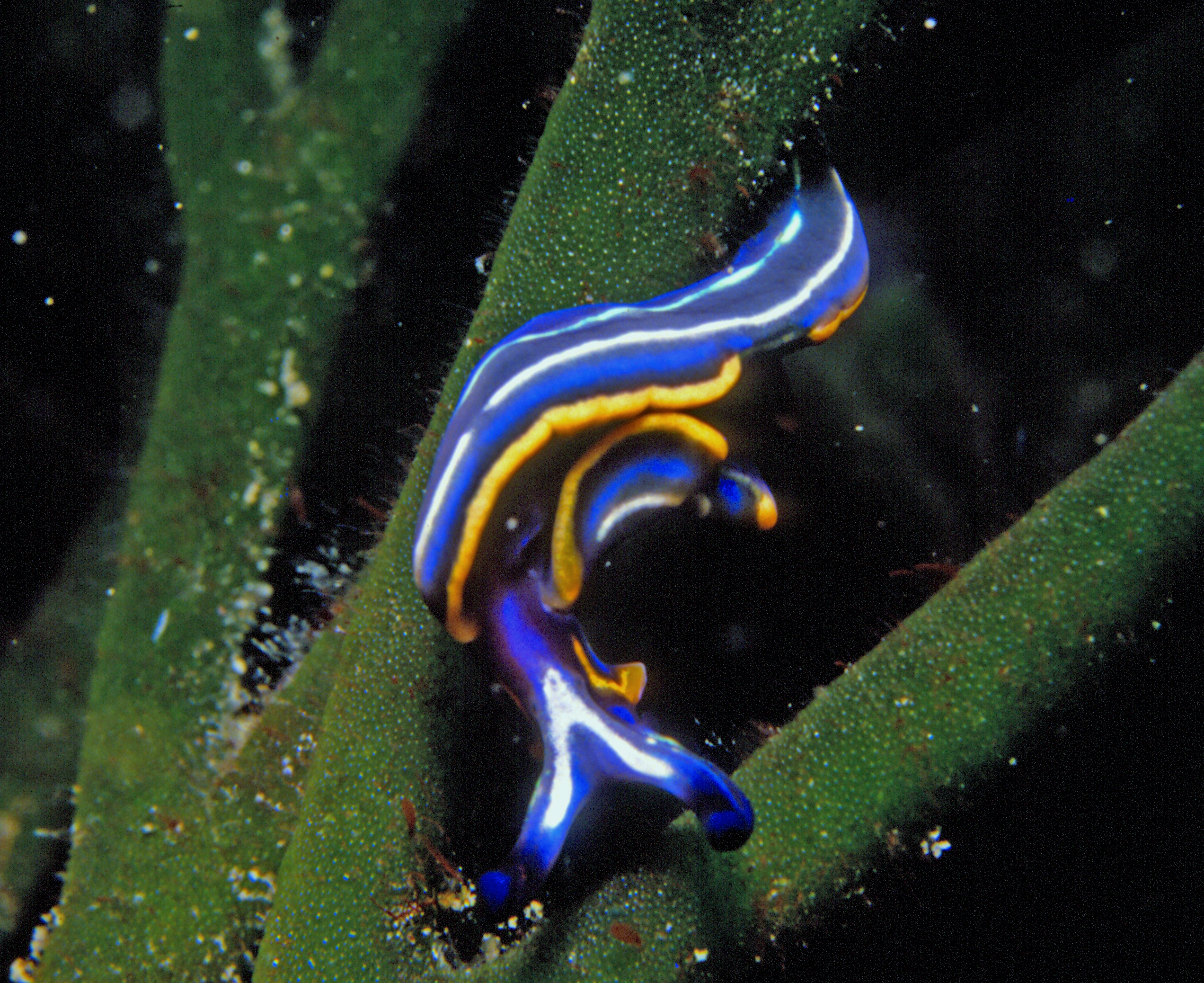
Thuridilla hopei
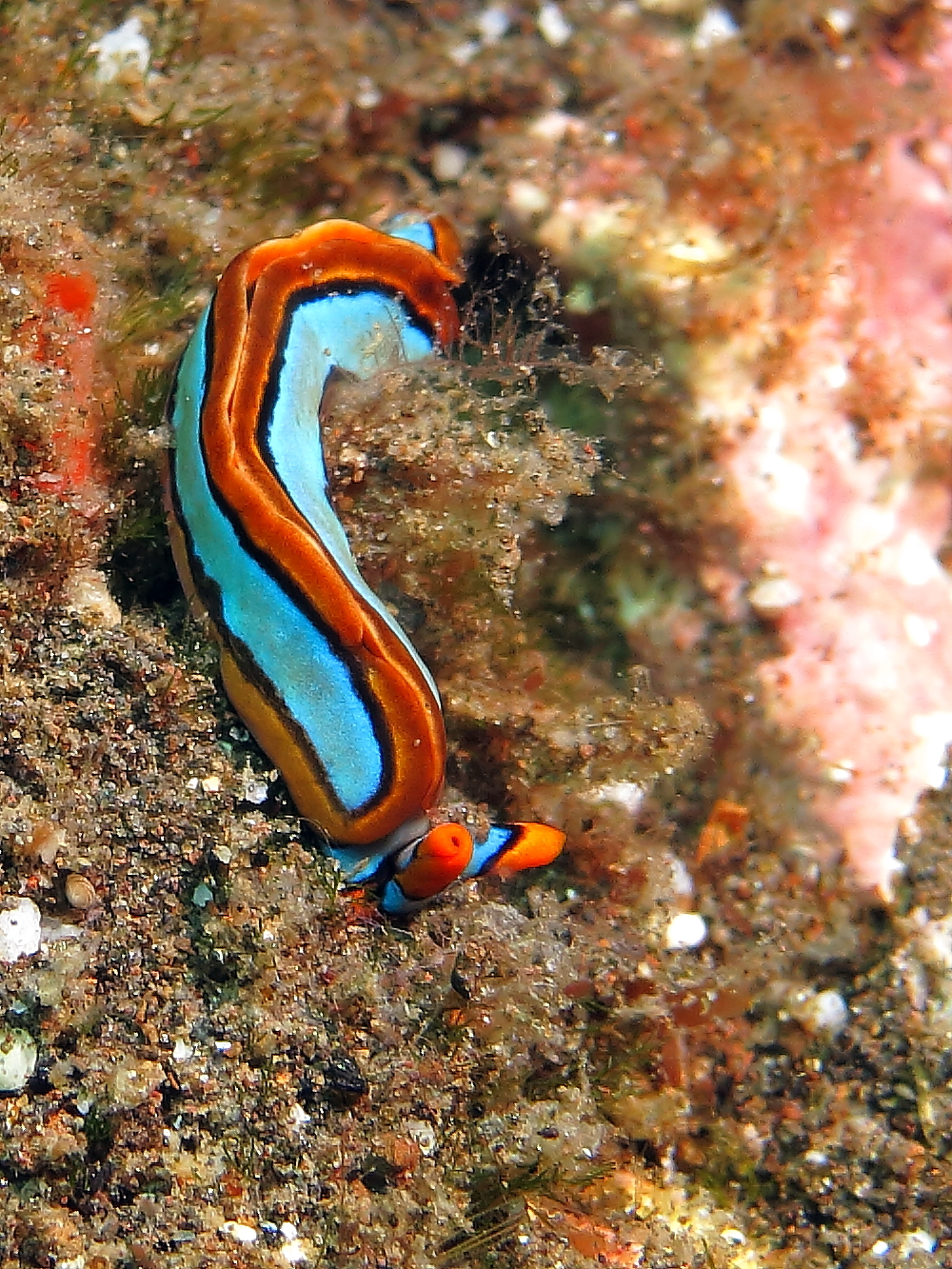
Thuridilla lineolata
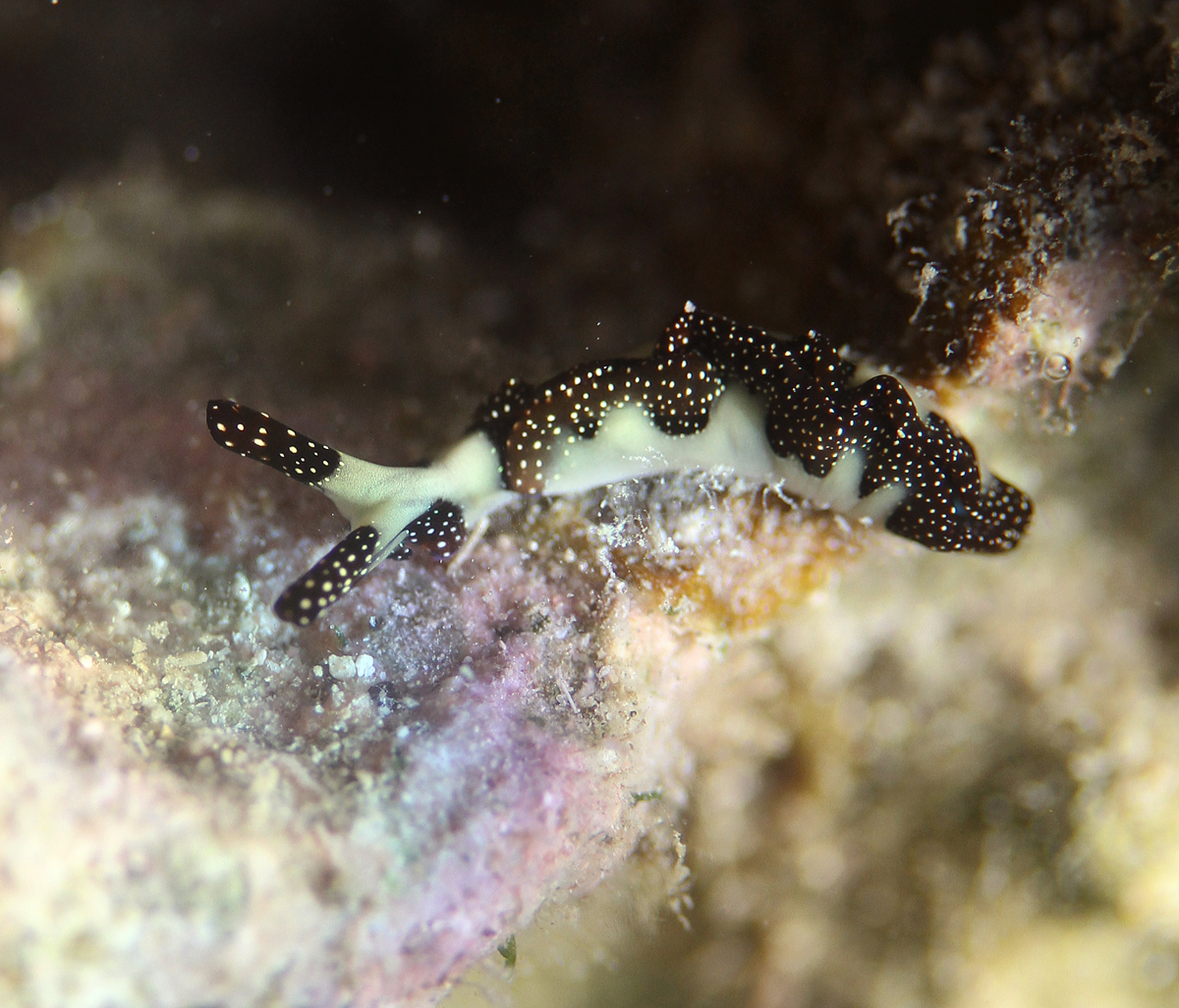
Thuridilla moebii
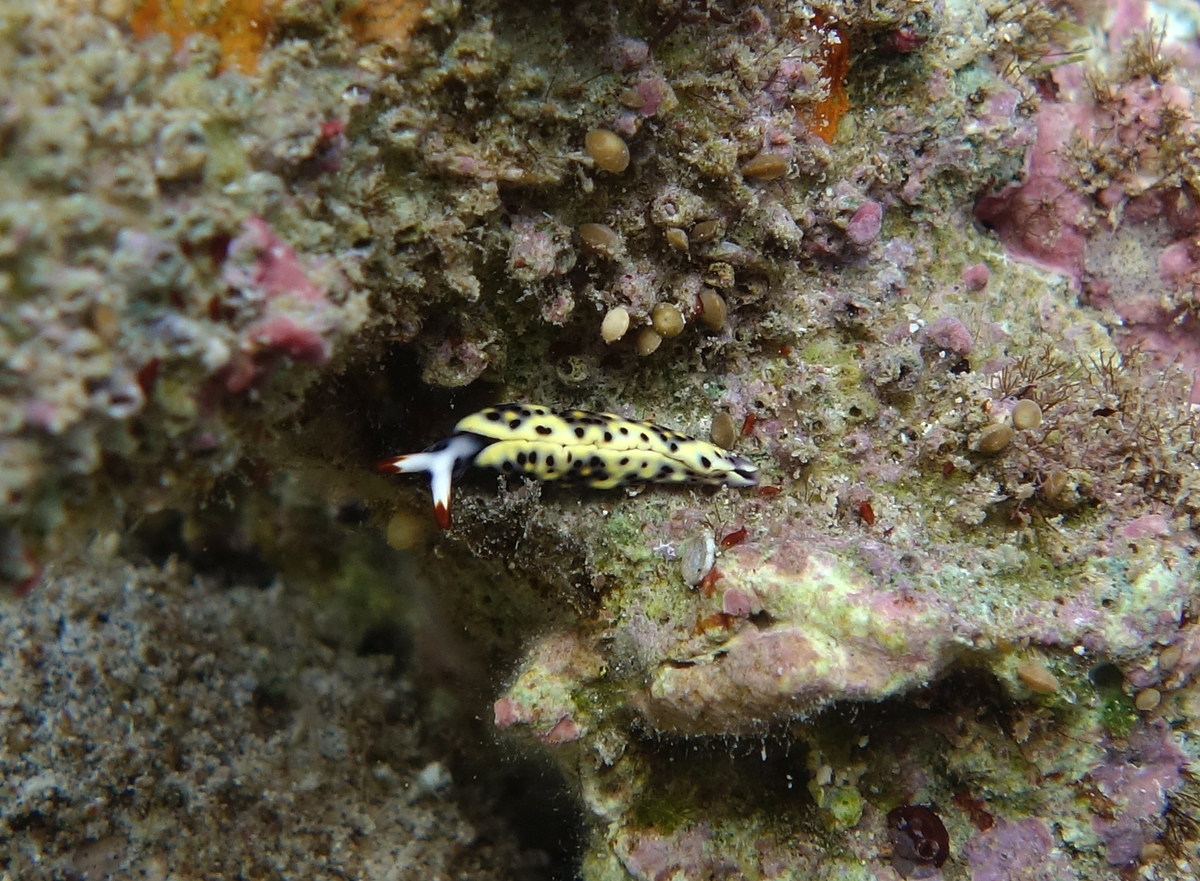
Thuridilla vataae